# Erepta nevilli
Erepta nevilli fue una especie de molusco gasterópodo de la familia Helicarionidae en el orden de los Stylommatophora.

## Distribución geográfica
Fue  endémica de las islas Mauricio. 